# Total Massacration
Total Massacration foi um programa de televisão exibido entre 2005 e 2006 na MTV Brasil onde a banda Massacration exibia videoclipes de heavy metal, similar ao Fúria Metal. A partir da apresentação desse programa, o Massacration acabou ganhando maior respeito e notoriedade dentro da cena verdadeira entre os "Headbangers", pois, mesmo que sendo uma paródia, foi algo que ajudou a divulgar mais esse estilo de música e sobretudo agradar os verdadeiros fãs do gênero, visto que neste programa eram apresentados videoclipes de famosas e consagradas bandas verdadeiras de Heavy Metal. Serviu inclusive para apresentar novas bandas que fãs ainda não conheciam através dos clipes. Hermes e Renato são atores irreverentes e fazem uma espécie de homenagem humorística ao Heavy Metal.